# Gran Regola di Tolomeo

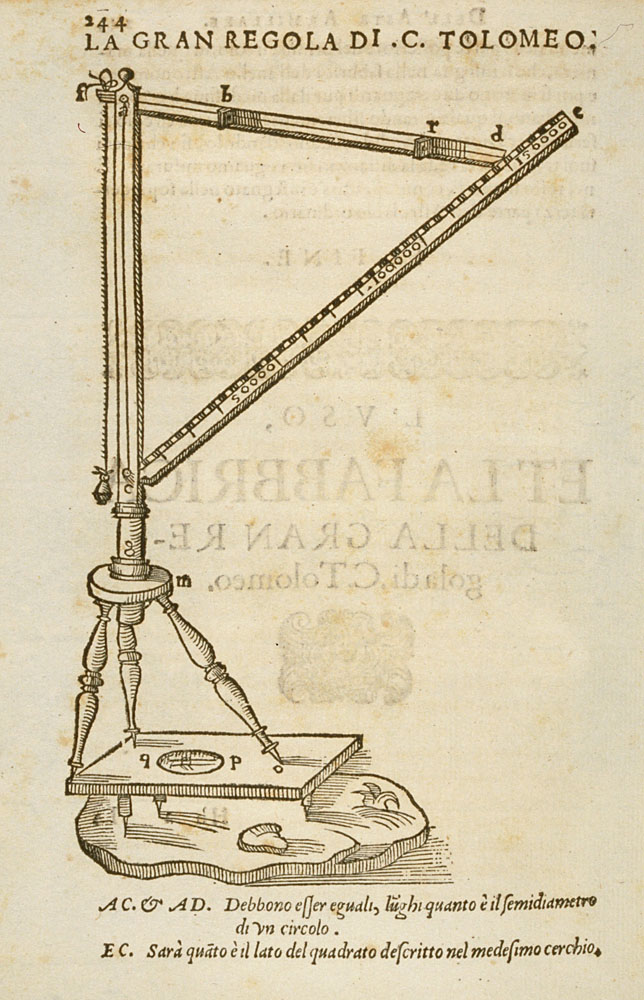
La Gran Regola tolemaica disegnata in una stampa al Museo Galileo di Firenze.

La Gran Regola di Tolomeo è uno strumento per misurazioni astronomiche e terrestri, detto anche triquetro, la cui invenzione è attribuita a Tolomeo (metà II secolo d.C.).
Secondo la descrizione redatta da Antonio Santucci (?-1613) nel suo manoscritto Trattato di diversi instrumenti matematici (1593), lo strumento è composto di due regoli imperniati a mo' di compasso divisi nella loro lunghezza in 100 parti e provvisti di un goniometro nel punto di cerniera. Un terzo regolo (lungo quanto la diagonale del quadrato costruito sui due regoli principali, e quindi diviso in 141 parti e 2/5) è imperniato all'estremità di uno di essi fungendo da base del triangolo formato dai tre elementi. Lo strumento consente di misurare l'altezza del Sole sull'orizzonte, le distanze tra gli astri, le distanze terrestri e anche di compiere rilevamenti topografici. Per queste ultime operazioni e per la sua struttura può essere considerato come il prototipo dell'archimetro.